# Förch Racing
Förch Racing – polski zespół wyścigowy, założony przez Wiesława Lukasa, startujący w Porsche Supercup. Starty w tej serii zespół rozpoczął w 2012 roku, po dwóch latach doświadczeń w niemieckiej edycji Porsche Carrera Cup. Ekipa od 2009 roku startuje także regularnie w 24-godzinnym wyścigu w Dubaju.

## Wyniki

### Porsche Supercup
| Legenda oznaczeń w tabelach wyników Wyświetl szablon na nowej stronie | Legenda oznaczeń w tabelach wyników Wyświetl szablon na nowej stronie                                                                     |
| Oznaczenie                                                            | Wyjaśnienie |
| --------------------------------------------------------------------- | --- |
| Złoty                                                                 | Zwycięzca lub mistrzostwo |
| Srebrny                                                               | 2. miejsce lub wicemistrzostwo |
| Brązowy                                                               | 3. miejsce lub II wicemistrzostwo |
| Zielony                                                               | Ukończył, punktował (w klasyfikacji generalnej, gdy zdobył co najmniej jeden punkt na przestrzeni sezonu, poza trzema powyższymi opcjami) |
| Niebieski                                                             | Ukończył, nie punktował (w klasyfikacji generalnej, gdy nie zdobył co najmniej jednego punktu na przestrzeni sezonu)                      |
| Czerwony                                                              | Nie zakwalifikował się (NZ) |
| Czerwony                                                              | Nie prekwalifikował się (NPK) |
| Różowy                                                                | Nie ukończył (NU) |
| Różowy                                                                | Niesklasyfikowany (NS) (w klasyfikacji generalnej, gdy nie został sklasyfikowany w żadnym wyścigu sezonu)                                 |
| Czarny                                                                | Zdyskwalifikowany (DK) |
| Czarny                                                                | Wykluczony (WYK/EX) |
| Biały                                                                 | Nie wystartował (NW) |
| Biały                                                                 | Kontuzjowany (K/INJ) |
| Biały                                                                 | Wyścig odwołany (OD/C) |
| Bez koloru                                                            | Został wycofany (WYC/WD) |
| Bez koloru                                                            | Nie przybył (NP/DNA) |
| Bez koloru                                                            | Nie brał udziału w treningach (NT/DNP) |
| Bez koloru                                                            | Nie został zgłoszony (–) |
| Pogrubienie                                                           | Start z pole position |
| Kursywa                                                               | Najszybsze okrążenie wyścigu |
| †                                                                     | Nie ukończył, ale jego rezultat został zaliczony ze względu na przejechanie więcej niż 90% dystansu wyścigu.                              |
| *                                                                     | Sezon w trakcie |
| 1/2/3                                                                 | Punktowana pozycja w sprincie |
| Lista systemów punktacji Formuły 1                                    | |

| Sezon | Kierowcy         | BHR1 | BHR2 | MCO | VAL | GBR | DEU | HUN1 | HUN2 | BEL  | ITA | Punkty | Pozycja | Punkty | Pozycja |
| ----- | ---------------- | ---- | ---- | --- | --- | --- | --- | ---- | ---- | ---- | --- | ------ | ------- | ------ | ------- |
| 2012  | Robert Lukas     | 13   | 13   | 9   | 3   | 11  | 4   | 8    | 7    | 12   | NU  | 74     | 9       | 107    | 6       |
| 2012  | Štefan Rosina    | NU   | 10   | -   | -   | -   | -   | -    | -    | -    | -   | 6      | 20      | 107    | 6       |
| 2012  | Stefan Biliński  | -    | -    | 17  | -   | -   | -   | -    | -    | -    | -   | 0      | NS      | 107    | 6       |
| 2012  | Mateusz Lisowski | -    | -    | -   | 18  | 15  | 20  | 10   | NU   | 13   | NU  | 18     | 18      | 107    | 6       |
| Sezon | Kierowcy         | ESP  | MCO  | GBR | DEU | HUN | BEL | ITA  | ARE1 | ARE2 |     | Punkty | Pozycja | Punkty | Pozycja |
| 2013  | Robert Lukas     | 6    | 15   | NU  | 7   | 19  | 4   | NU   | 14   | 11   |     | 44     | 11      | 118    | 6       |
| 2013  | Klaus Bachler    | 7    | 10   | 14  | 9   | 5   | 1   | 7    | 7    | 21   |     | 73     | 7       | 118    | 6       |

#### Wyniki Förch Racing by Lukas MS
| Sezon | Kierowcy            | BHR1 | BHR2 | MCO | VAL | GBR | DEU  | HUN1 | HUN2 | BEL  | ITA  | Punkty | Pozycja | Punkty | Pozycja |
| ----- | ------------------- | ---- | ---- | --- | --- | --- | ---- | ---- | ---- | ---- | ---- | ------ | ------- | ------ | ------- |
| 2012  | Florian Scholze     | 15   | 12   | 19  | 12  | NU  | NU   | 13   | 11   | 14   | 18   | 25     | 16      | 44     | 9       |
| 2012  | Isaac Tutumlu       | -    | -    | 21  | 9   | 18  | 13   | NU   | NU   | 17   | 15   | 23     | 17      | 44     | 9       |
| Sezon | Kierowcy            | ESP  | MCO  | AUT | GBR | DEU | HUN  | BEL  | ITA  | USA1 | USA2 | Punkty | Pozycja | Punkty | Pozycja |
| 2014  | Robert Lukas        | NU   | 7    | 11  | 8   | 9   | 11   | -    | 16   | 13   | 12   | 42     | 13      | 132    | 6       |
| 2014  | Connor De Phillippi | 11   | 4    | DSQ | 4   | 8   | 13   | 10   | 13   | -    | -    | 54     | 11      | 132    | 6       |
| 2014  | Bas Schothorst      | 13   | 13   | 15  | 17  | NU  | 17   | 14   | 18   | 14   | 16   | 10     | 19      | 132    | 6       |
| Sezon | Kierowcy            | ESP  | MCO  | AUT | GBR | HUN | BEL1 | BEL2 | ITA1 | ITA2 | USA2 | Punkty | Pozycja | Punkty | Pozycja |
| 2015  | Robert Lukas        | 7    | NU   | 6   | NU  | 8   | 14   | NU   | 5    | NU   | 9    | 51     | 13      | 52     | 9       |
| 2015  | Patrick Eisemann    | NU   | NU   | 18  | 25  | 17  | 21   | 15   | 18   | 26   | 17   | 7      | 19      | 52     | 9       |
| 2015  | Chris Bauer         | 20   | NU   | 24  | 21  | 18  | 27   | NU   | 23   | 23   | 19   | 1      | 23      | 52     | 9       |
| 2015  | Santiago Creel      | -    | -    | -   | -   | -   | -    | -    | 29   | 28   | 20   | 0†     | NS†     | 52     | 9       |

† – kierowca nie był zaliczany do klasyfikacji generalnej.